# Omoadiphas
Omoadiphas es un género de serpientes de la subfamilia Dipsadinae. Sus especies son endémicas de Honduras.

## Especies
Se reconocen las siguientes:
- Omoadiphas aurula Köhler, Wilson & Mccranie, 2001
- Omoadiphas cannula Mccranie & Cruz-Díaz, 2010
- Omoadiphas texiguatensis Mccranie & Castaneda, 2004